# Covide

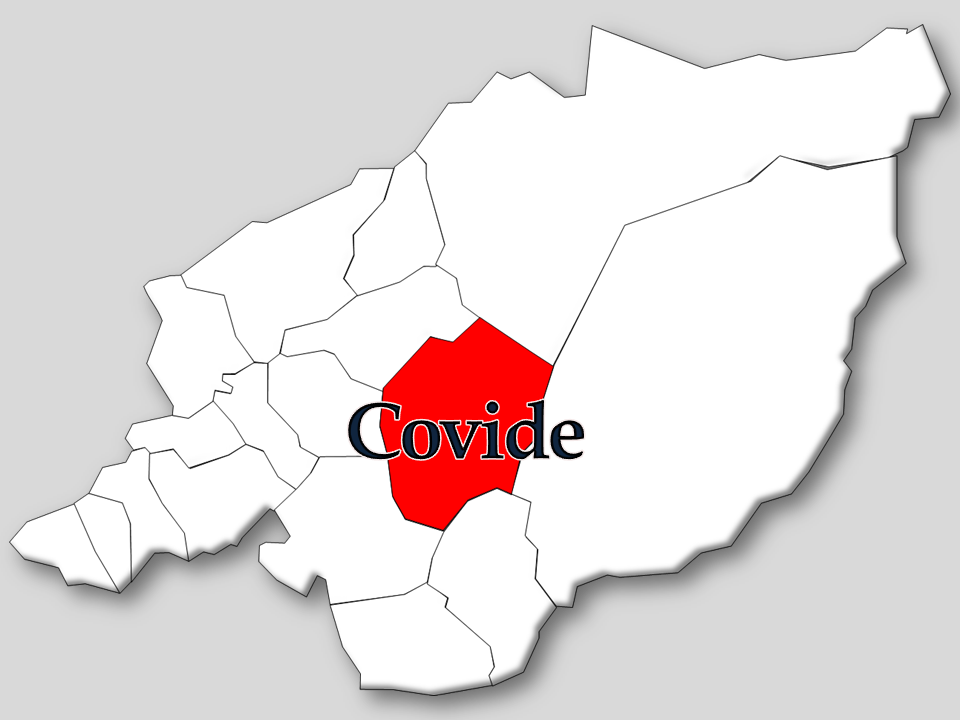
Localização da Freguesia de Covide no Município de Terras de Bouro

Covide é uma povoação portuguesa sede da Freguesia de Covide do Município de Terras de Bouro, freguesia com 19,87 km² de área e 273 habitantes (censo de 2021), tendo, por isso, uma densidade populacional de 13,7 hab./km²
Localiza-se nas abas da serra do Gerês.

## Demografia
A população registada nos censos foi:
| Distribuição da População por Grupos Etários | Distribuição da População por Grupos Etários | Distribuição da População por Grupos Etários | Distribuição da População por Grupos Etários | Distribuição da População por Grupos Etários |
| -------------------------------------------- | -------------------------------------------- | -------------------------------------------- | -------------------------------------------- | -------------------------------------------- |
| Ano                                          | 0-14 Anos                                    | 15-24 Anos                                   | 25-64 Anos                                   | > 65 Anos                                    |
| 2001                                         | 52                                           | 62                                           | 181                                          | 109                                          |
| 2011                                         | 31                                           | 30                                           | 168                                          | 114                                          |
| 2021                                         | 20                                           | 15                                           | 124                                          | 114                                          |

## História
Esta aldeia é atravessada pela Geira romana, prova disso são dois marcos miliários localizados dentro do perímetro da localidade.
No início do século XX, está documentado que a gestão da freguesia era realizada através de um sistema de comunalismo. Existia um regedor, escolhido pelos povos da freguesia para fazer executar e cumprir os usos e costumes. O regedor chamava e convidava para a junta (ou sessão democrática) todas as cabeças de casal, fossem homens ou mulheres.
Em Covide a junta fazia-se num local chamado "a Carreira", um largo ao centro do lugar. Ali discutia-se, faziam-se leis e impunham-se penas e multas. Para além disso, tratava-se de usos e costumes da freguesia como:
- Fazerem-se caminhos públicos e de utilidade;[6]
- Concertar e limpar as levadas da água de cima para baixo;[6]
- Concertar e preparar os fornos, as cabanas para as vigias dos gados se recolherem durante a noite, guardando os gados nos montes da Lama;[6]
- Marcar o dia para entregar o gado à vezeira em Lamas;[6]
- Fazer as segadas de todos os moradores;[6]
- Apurar algum dinheiro como receita para as despesas da freguesia;[6]
- Marcar o dia para fazer carvão.[6]

## Património
- Igreja de Santa Marinha de Covide
- Capela de Santa Eufémea
- Capela de São Silvestre
- Marco miliário
- Ruínas da Calcedónia
- Penedo de Santa Eufémia
- Fontanário
- Moinho
- Cruzeiro

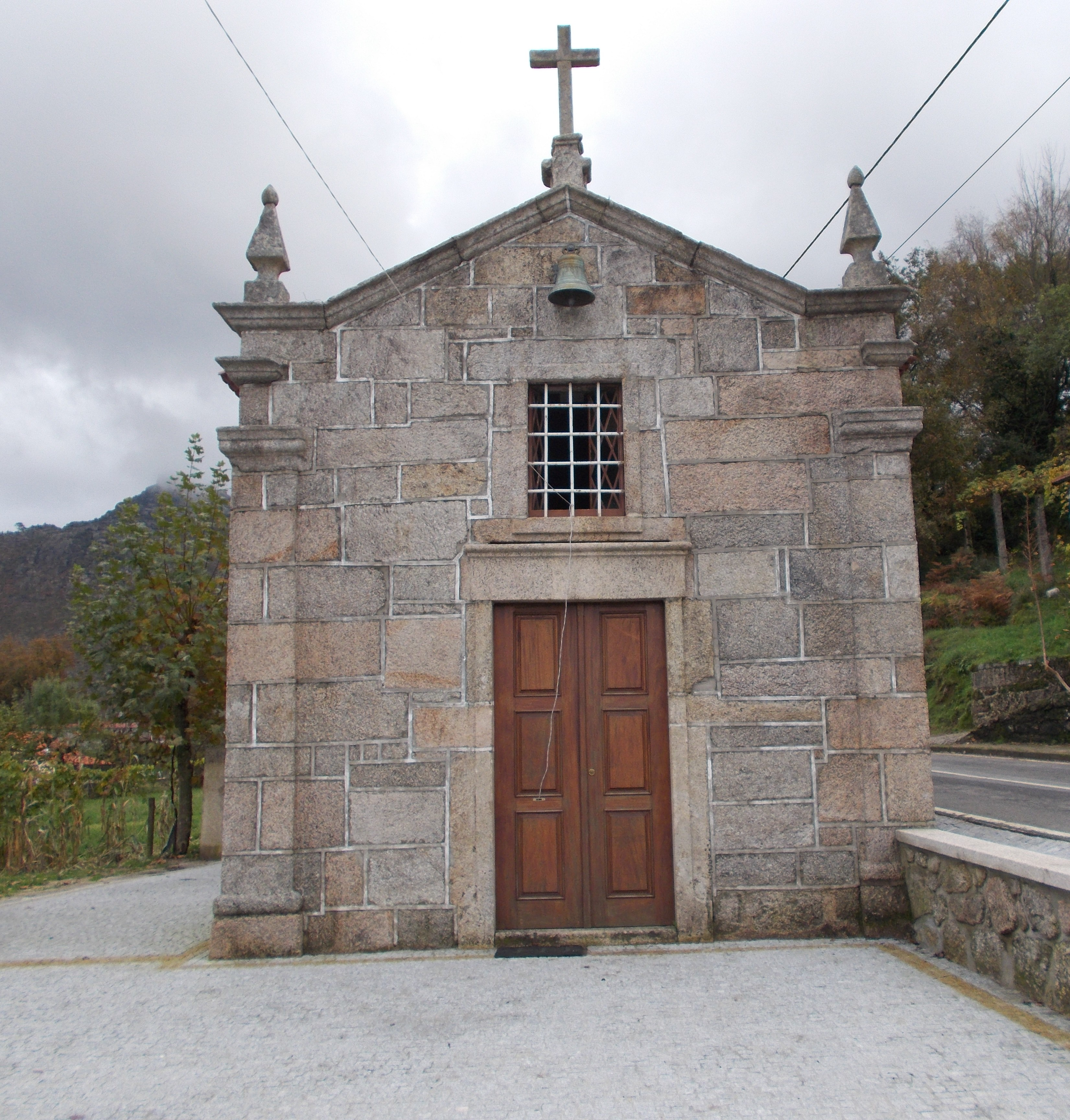
Capela de Santa Eufémia
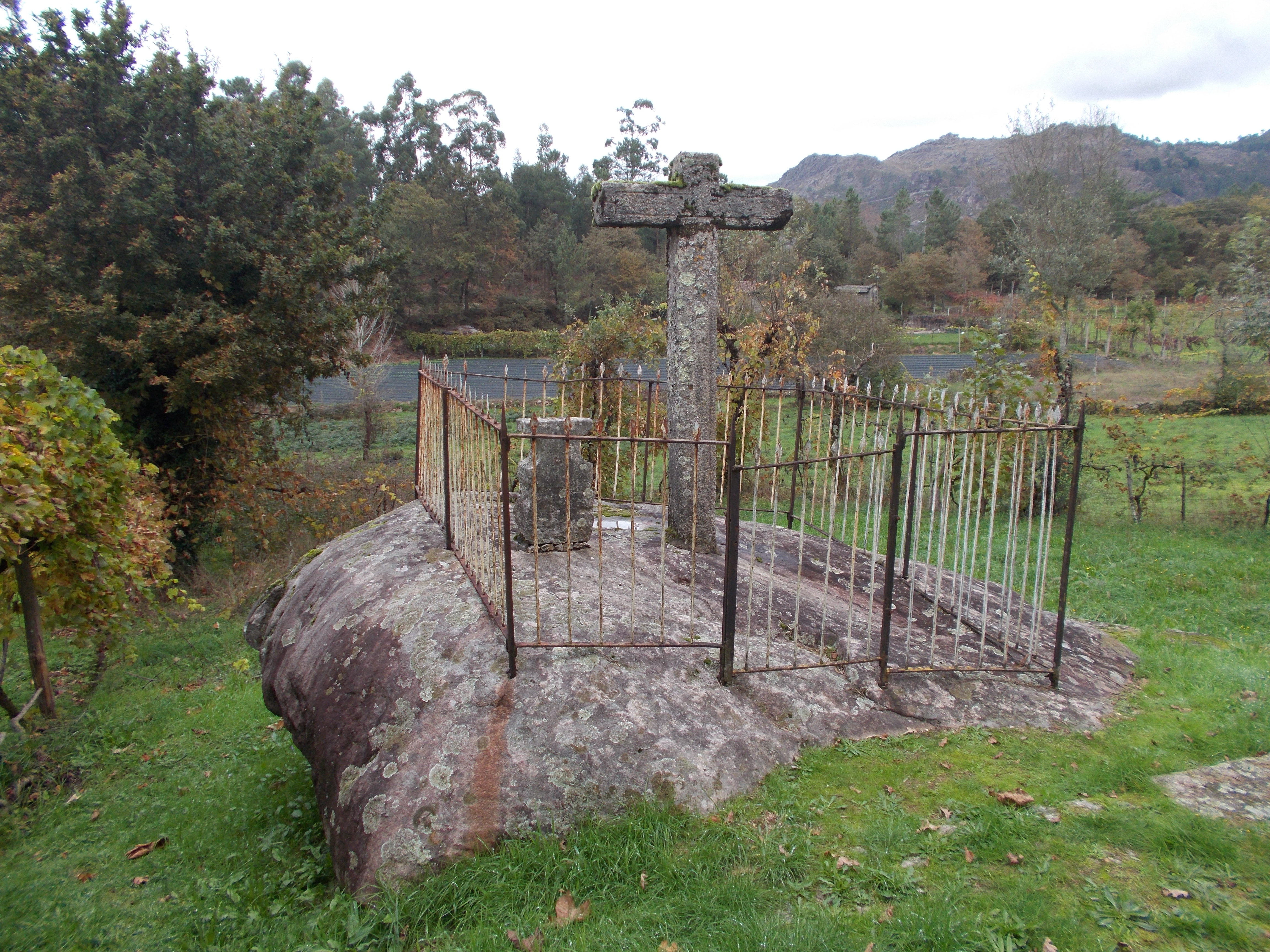
Penedo de Santa Eufémia

## Equipamentos
- Escola EB1
- Junta de Freguesia
- Centro de Interpretação do Garrano
- Centro de Artes e Ofícios Tradicionais
- Campo de Futebol